# まんがコンテンツ振興機構
まんがコンテンツ振興機構（いっぱんしゃだんほうじんまんがコンテンツしんこうきこう）は、漫画の新しい可能性を追求し世界と繋がるコンテンツづくりを目指す非営利の一般社団法人。英語表記は「MANGA Contents Promote Organization」となり、ここから略して、「まんがCPO（シーポ）」と呼ぶ。